# Superliga Femenina de Voleibol 2016-17
La Superliga femenina de voleibol de España es la máxima categoría del voleibol femenino español. Aquí se recogen las clasificaciones de la temporada 2016-2017.

## Equipos
| Club                          | Nombre                       | Sede                       | Región              | Pabellón                                    |
| ----------------------------- | ---------------------------- | -------------------------- | ------------------- | ------------------------------------------- |
| Club Voleibol Logroño         | Naturhouse Ciudad de Logroño | Logroño                    | La Rioja            | Centro Deportivo Municipal Lobete           |
| Club Voleibol Haris           | Fígaro Peluqueros Haris      | La Laguna                  | Canarias            | Pabellón Islas Canarias                     |
| Club Voleibol Haro            | Haro Rioja Vóley             | Haro                       | La Rioja            | Polideportivo Municipal El Ferial           |
| Club Voleibol Alcobendas      | Feel Volley Alcobendas       | Alcobendas                 | Comunidad de Madrid | Pabellón Luis Buñuel                        |
| Club Voleibol J.A.V. Olímpico | IBSA CV Gran Canaria         | Las Palmas de Gran Canaria | Canarias            | Centro Insular de Deportes                  |
| Club Voleibol Ciudadela       | Avarca de Menorca            | Ciudadela                  | Islas Baleares      | Pabellón municipal de Deportes de Ciudadela |
| Club Voleibol Aguere          | CV Aguere                    | La Laguna (Tenerife)       | Canarias            | Pabellón Juan Ríos Tejera                   |
| CVB Barça                     | CVB Barça                    | Barcelona                  | Cataluña            | L,Hospitalet Nord                           |
| Voley Playa Madrid            | V.P. Madrid                  | Madrid                     | Comunidad de Madrid | CDM Entrevías                               |
| C.V. Nuestra Señora de la Luz | Extremadura Arroyo 30        | Arroyo de la Luz           | Extremadura         | Pabellón Municipal                          |
| Club Voleibol Sant Cugat      | DSV CV Sant Cugat            | San Cugat del Vallés       | Cataluña            | Pabellón Municipal de Valldoreix            |

## Clasificación

### Liga regular
Clasificación de la liga regular tras la jornada 22
.
| Pos | Equipo                  | Pts. | J 1 | J 2 | J 3 | J 4 | J 5 | J 6 | J 7 | J 8 | J 9 | J 1 0 | J 1 | J 1 2 | J 1 3 | J 1 4 | J 1 5 | J 1 6 | J 1 7 | J 1 8 | J 1 9 | J 2 0 | J 2 1 | J 2 |
| --- | ----------------------- | ---- | --- | --- | --- | --- | --- | --- | --- | --- | --- | ----- | --- | ----- | ----- | ----- | ----- | ----- | ----- | ----- | ----- | ----- | ----- | --- |
| 1   | Naturhouse C. Logroño   | 59   | 3   | 3   | 3   | 3   | 2   | 3   | -   | 3   | 3   | 3     | 3   | 3     | 3     | 3     | 3     | 3     | 3     | -     | 3     | 3     | 3     | 3   |
| 2   | Fígaro Peluqueros Haris | 50   | 3   | 0   | 3   | 3   | 3   | 3   | 3   | -   | 3   | 3     | 2   | 3     | 0     | 3     | 3     | 3     | 3     | 3     | -     | 3     | 0     | 3   |
| 3   | Haro Rioja Vóley        | 41   | 3   | 3   | 2   | 3   | 1   | 0   | 1   | 3   | 1   | 3     | -   | 3     | 3     | 3     | 3     | 0     | 0     | 2     | 3     | 3     | 1     | -   |
| 4   | Feel Volley Alcobendas  | 34   | 3   | 2   | 0   | 0   | 2   | 0   | 2   | 3   | -   | 3     | 1   | 2     | 3     | 0     | 0     | 3     | 3     | 1     | 0     | -     | 3     | 3   |
| 5   | Aguere Tenerife         | 32   | 0   | -   | 0   | 3   | 1   | 3   | 3   | 2   | 2   | 3     | 3   | 0     | -     | 0     | 3     | 0     | 2     | 3     | 3     | 0     | 0     | 1   |
| 6   | CVB Barça               | 28   | 3   | 2   | 3   | 0   | 0   | 3   | 0   | 0   | 3   | -     | 0   | 2     | 3     | 3     | 0     | 0     | 0     | 0     | 0     | 3     | -     | 3   |
| 7   | Avarca de Menorca       | 28   | 0   | 1   | 1   | 3   | -   | 3   | 3   | 1   | 3   | 0     | 1   | 1     | 0     | 0     | 2     | -     | 3     | 3     | 0     | 3     | 0     | 0   |
| 8   | IBSA CV Gran Canaria    | 21   | -   | 1   | 3   | 0   | 3   | 0   | 0   | 0   | 0   | 0     | 0   | -     | 3     | 1     | 1     | 2     | 0     | 0     | 3     | 0     | 2     | 2   |
| 9   | DSV CV Sant Cugat       | 17   | 0   | 0   | 0   | -   | 0   | 0   | 0   | 2   | 0   | 0     | 2   | 1     | 0     | 2     | -     | 3     | 1     | 0     | 3     | 0     | 3     | 0   |
| 10  | V.P. Madrid             | 12   | 0   | 2   | -   | 0   | 3   | 0   | 3   | 0   | 0   | 0     | 3   | 0     | 0     | -     | 0     | 0     | 0     | 1     | 0     | 0     | 0     | 0   |
| 11  | Extremadura Arroyo 30   | 8    | 0   | 1   | 0   | 0   | 0   | -   | 0   | 1   | 0   | 0     | 0   | 0     | 0     | 0     | 0     | 1     | -     | 2     | 0     | 0     | 3     | 0   |

Nota.- Se disputan partidos fuera de jornada por ajuste en los calendarios.
Pts = Puntos; J = Jornada
|  | Juega segunda fase por el título. |
|  | Desciende a Superliga 2.          |

- A partir de la temporada 2009-2010 se implantó un nuevo sistema de puntuación en el que en las victorias por 3-0 y 3-1 se otorgan 3 puntos al vencedor y 0 al perdedor, mientras que en las victorias por 3-2 se otorgan 2 puntos al vencedor y 1 al perdedor.

#### Evolución de la clasificación
| Equipo / Jornada        | 01 | 02 | 03 | 04 | 05 | 06 | 07 | 08 | 09 | 10 | 11 | 12 | 13 | 14 | 15 | 16 | 17 | 18 | 19 | 20 | 21 | 22 |
| ----------------------- | -- | -- | -- | -- | -- | -- | -- | -- | -- | -- | -- | -- | -- | -- | -- | -- | -- | -- | -- | -- | -- | -- |
| Naturhouse C. Logroño   | 2  | 1  | 1  | 1  | 1  | 1  | 2  | 1  | 1  | 1  | 1  | 1  | 1  | 1  | 1  | 1  | 1  | 1  | 1  | 1  | 1  | 1  |
| Fígaro Peluqueros Haris | 5  | 5  | 4  | 3  | 2  | 2  | 1  | 2  | 2  | 2  | 2  | 2  | 2  | 2  | 2  | 2  | 2  | 2  | 2  | 2  | 2  | 2  |
| Haro Rioja Vóley        | 1  | 2  | 3  | 2  | 3  | 3  | 3  | 3  | 3  | 3  | 4  | 3  | 3  | 3  | 3  | 3  | 3  | 3  | 3  | 3  | 3  | 3  |
| Feel Volley Alcobendas  | 3  | 3  | 5  | 5  | 5  | 6  | 7  | 4  | 7  | 5  | 5  | 5  | 4  | 5  | 6  | 4  | 4  | 5  | 5  | 5  | 5  | 4  |
| Aguere Tenerife         | 9  | 11 | 10 | 8  | 9  | 8  | 6  | 5  | 5  | 4  | 3  | 4  | 5  | 6  | 4  | 5  | 5  | 4  | 4  | 4  | 4  | 5  |
| CVB Barça               | 4  | 4  | 2  | 4  | 4  | 4  | 4  | 7  | 6  | 7  | 7  | 7  | 6  | 4  | 5  | 6  | 6  | 7  | 7  | 7  | 7  | 6  |
| Avarca de Menorca       | 8  | 9  | 8  | 6  | 8  | 5  | 5  | 6  | 4  | 6  | 6  | 6  | 7  | 7  | 7  | 7  | 7  | 6  | 6  | 6  | 6  | 7  |
| IBSA CV Gran Canaria    | 11 | 7  | 6  | 7  | 6  | 7  | 9  | 9  | 9  | 9  | 9  | 9  | 9  | 9  | 8  | 8  | 8  | 8  | 8  | 8  | 8  | 8  |
| DSV CV Sant Cugat       | 7  | 10 | 11 | 11 | 11 | 11 | 11 | 10 | 10 | 10 | 10 | 10 | 10 | 10 | 10 | 10 | 9  | 10 | 9  | 9  | 9  | 9  |
| V.P. Madrid             | 10 | 6  | 7  | 9  | 7  | 9  | 8  | 8  | 8  | 8  | 8  | 8  | 8  | 8  | 9  | 9  | 10 | 9  | 10 | 10 | 10 | 10 |
| Extremadura Arroyo 30   | 6  | 8  | 9  | 10 | 10 | 10 | 10 | 11 | 11 | 11 | 11 | 11 | 11 | 11 | 11 | 11 | 11 | 11 | 11 | 11 | 11 | 11 |

### Segunda fase

#### Grupo A
Clasificación de la segunda fase 
.
| Pos | Equipo                 | Pts. | J 1 | J 2 | J 3 | J 4 | J 5 | J 6 |
| --- | ---------------------- | ---- | --- | --- | --- | --- | --- | --- |
| 1   | Naturhouse C. Logroño  | 12   | -   | 3   | -   | 3   | 3   | 3   |
| 2   | Feel Volley Alcobendas | 5    | 3   | -   | 2   | 0   | -   | 0   |
| 3   | CVB Barça              | 1    | 0   | 0   | 1   | -   | 0   | -   |

#### Grupo B
Clasificación de la segunda fase
.
| Pos | Equipo                  | Pts. | J 1 | J 2 | J 3 | J 4 | J 5 | J 6 |
| --- | ----------------------- | ---- | --- | --- | --- | --- | --- | --- |
| 1   | Fígaro Peluqueros Haris | 11   | -   | 2   | 3   | -   | 3   | 3   |
| 2   | Aguere Tenerife         | 4    | 1   | -   | -   | 3   | 0   | 0   |
| 3   | Haro Rioja Vóley        | 3    | 2   | 1   | 0   | 0   | -   | -   |

Pts = Puntos; J = Jornada
|  | Juega play-off por el título. |

### Play-off final
Resultados de la eliminatoria.

|  | F I N A L |                         |   |   |   |  |  |  |
|  |           |                         |   |   |   |  |  |  |
|  | 3         | Naturhouse C. Logroño   | 3 | 3 | 3 |  |  |  |
|  | 3         | Naturhouse C. Logroño   | 3 | 3 | 3 |  |  |  |
|  | 0         | Fígaro Peluqueros Haris | 0 | 1 | 2 |  |  |  |
|  | 0         | Fígaro Peluqueros Haris | 0 | 1 | 2 |  |  |  |

| Campeón de Superliga 2016-17 |
| ---------------------------- |
| Naturhouse Ciudad de Logroño |

## Jugadoras

### Mejores anotadoras
En esta sección aparecen las 10 jugadoras con mejor promedio de puntos por set disputado, según las estadísticas de los partidos publicadas por la RFEVB. Para ello es preciso que la jugadora haya disputado al menos dos sets por partido.

#### Fase regular
| Jugadora            | Origen         | Club                  | Pts. | Sets | P.P.S. | 01 | 02 | 03 | 04 | 05 | 06 | 07 | 08 | 09 | 10 | 11 | 12 | 13 | 14 | 15 | 16 | 17 | 18 | 19 | 20 | 21 | 22 |
| ------------------- | -------------- | --------------------- | ---- | ---- | ------ | -- | -- | -- | -- | -- | -- | -- | -- | -- | -- | -- | -- | -- | -- | -- | -- | -- | -- | -- | -- | -- | -- |
| Carla Moreira       | Brasil         | DSV CV Sant Cugat     | 308  | 65   | 4,738  |    |    | 15 |    | 26 | 25 | 22 | 25 | 19 | 12 | 24 | 24 | 3  | 18 |    | 17 | 22 | 16 |    | 10 | 17 | 13 |
| Daniela da Silva    | España         | Naturhouse C. Logroño | 283  | 62   | 4,565  | 11 | 11 | 7  | 13 | 26 | 8  |    | 9  | 17 | 13 | 15 | 19 | 21 | 13 | 19 | 24 | 20 |    | 15 | 13 |    | 9  |
| Helia González      | España         | Naturhouse C. Logroño | 216  | 53   | 4,075  |    | 14 | 19 | 11 | 15 | 20 |    | 8  |    | 17 |    | 9  | 15 | 8  | 8  | 17 | 17 |    | 5  | 6  | 15 | 12 |
| Sylvia Campos       | España         | IBSA CV Gran Canaria  | 303  | 81   | 3,741  |    | 23 | 14 | 17 | 14 | 9  | 18 | 16 | 18 | 10 | 17 |    | 16 | 17 | 14 | 24 | 8  | 10 | 11 | 19 | 15 | 13 |
| Saray Manzano       | España         | IBSA CV Gran Canaria  | 226  | 61   | 3,705  |    |    |    |    |    |    |    | 7  | 12 | 5  | 15 |    | 19 | 10 | 19 | 14 | 24 | 19 | 20 | 16 | 23 | 23 |
| Marta Santos Hurst  | Portugal       | CVB Barça             | 263  | 71   | 3,704  | 10 | 14 | 14 | 10 | 5  | 15 | 12 | 21 | 14 |    | 16 | 18 | 16 | 8  | 13 | 11 | 22 | 11 | 9  | 11 |    | 13 |
| Roberta Rinaldi     | Italia         | Aguere Tenerife       | 200  | 54   | 3,704  |    |    | 6  | 14 | 14 | 24 | 14 | 24 | 25 | 18 | 19 | 14 |    |    |    |    |    |    |    | 6  | 7  | 15 |
| María Schlegel      | España         | Haro Rioja Vóley      | 259  | 73   | 3,548  | 14 | 11 | 14 | 13 | 17 | 11 | 16 | 17 | 28 | 13 |    | 8  | 9  |    | 4  | 12 | 3  | 19 | 15 | 13 | 22 |    |
| Alyssa Rene Dibbern | Estados Unidos | Haro Rioja Vóley      | 268  | 76   | 3,526  | 13 | 10 | 25 | 15 | 16 | 13 | 14 | 22 | 15 | 6  |    | 15 | 8  | 15 | 17 | 6  | 11 | 17 | 8  | 10 | 12 |    |
| Noelia Sánchez      | España         | Avarca de Menorca     | 254  | 74   | 3,432  | 8  | 17 | 15 | 10 |    | 9  | 13 | 18 | 18 | 6  | 15 | 19 | 11 | 11 | 27 |    |    | 12 | 17 | 15 | 5  | 8  |

Pts = Puntos; Sets = Sets disputados con su equipo; P.P.S. = Puntos por set.

### MVP y 7 ideal de la temporada
Esta tabla muestra las jugadoras que al final de la temporada la RFEVB designa como jugadora más valiosa (MVP) y como miembro del siete ideal.
| Jugadora           | Origen         | Club                         | Posición      |
| ------------------ | -------------- | ---------------------------- | ------------- |
| Cristina Sanz      | España         | Fígaro Peluqueros Haris      | Colocadora    |
| Helia González     | España         | Naturhouse Ciudad de Logroño | MVP Receptora |
| Jessica Wagner     | Estados Unidos | Fígaro Peluqueros Haris      | Central       |
| Daniela da Silva   | España         | Naturhouse Ciudad de Logroño | Opuesta       |
| Carla Moreira      | Brasil         | DSV CV Sant Cugat            | Receptora     |
| Fernanda Gritzbach | Brasil         | Naturhouse Ciudad de Logroño | Central       |
| Patricia Llabrés   | España         | Haro Rioja Vóley             | Líbero        |